# Fatimakapelle (Aitrach)

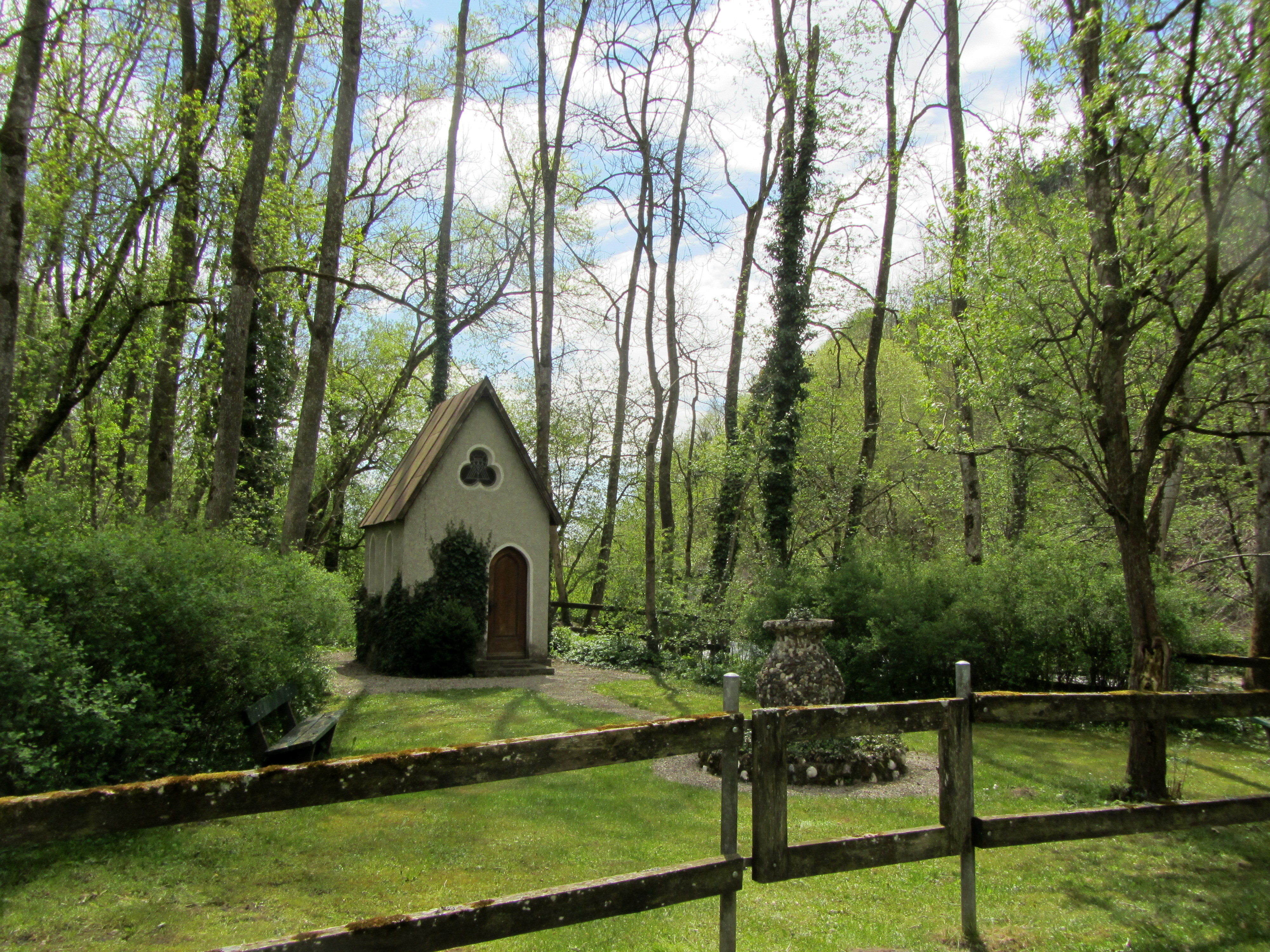
Fatimakapelle (2012)

Die Fatimakapelle ist eine Hofkapelle in Aitrach im Landkreis Ravensburg in Oberschwaben.

## Beschreibung
Die nicht geostete Fatimakapelle wurde im Jahre 1950 erbaut. Sie befindet sich an der Kreisstraße 7922, die Aitrach mit Aichstetten verbindet. Sie liegt am Ufer der Aitrach und ist im Gegensatz zur, nur fünfhundert Meter entfernt an der Straße liegenden, Hofkapelle Schlecht von der Straße aus kaum erkennbar. Der Vater des heutigen Eigentümers der Hofstelle ließ sie aus Dankbarkeit errichten, dass der kriegsteilnehmende Sohn heil und gesund aus Krieg und Gefangenschaft des Zweiten Weltkrieges heimgekehrt war. Die Kapelle wurde der Madonna Unserer Liebe Frau zum unbefleckten Herzen von Fatima geweiht.
Die kleine Anlage wird von einem Zaun umschlossen. Ungefähr in der Mitte davon befindet sich die Kapelle. Sie hat ein steiles Satteldach, jeweils zwei Fenster zur Ost- und Westseite und ein Fenster auf der nördlichen Stirnseite mit den Initialen von Maria, oberhalb der Eingangstüre aus Holz. Die Bedachung ist aus Blech. Von innen ist das Dach mittels einer Nut-Feder-Verbindung aus Fichten- und Tannenholz verkleidet. Die Bestuhlung der Kapelle besteht aus vier symmetrisch platzierten Kniebänken und einer zentralen Kniebank vor dem Altar. Der hüfthohe aus Holz gefertigte Altar trägt die Inschrift „Unsere liebe Frau von Fatima bitte für uns!“ Auf dem Altar befindet sich eine überlebensgroße Replik der Madonna von Fatima. An der linken Wandseite ist ein Kreuz mit Korpus angebracht.
Die Kapelle gehört zu dem Ensemble von vier Kapellen auf der Gemarkung von Aitrach.